# Desmeocraera malindiana
Desmeocraera malindiana är en fjärilsart som beskrevs av Sergius G. Kiriakoff 1973. Desmeocraera malindiana ingår i släktet Desmeocraera och familjen tandspinnare. Inga underarter finns listade i Catalogue of Life.